# Lepidium obtusum
Lepidium obtusum är en korsblommig växtart som beskrevs av Theodor Friedrich Julius Basiner. Lepidium obtusum ingår i släktet krassingar, och familjen korsblommiga växter. Inga underarter finns listade i Catalogue of Life.